# Trzcianka (Wilga)
Pour les articles homonymes, voir Trzcianka.
Trzcianka (prononciation : [ˈtʂt͡ɕaŋka]) est un village polonais de la gmina de Wilga dans le powiat de Garwolin de la voïvodie de Mazovie dans le centre-est de la Pologne.
Il se situe à environ 7 kilomètres à l'est de Wilga (siège de la gmina), 12 kilomètres à l'ouest de Garwolin (siège du powiat) et à 52 kilomètres au sud-est de Varsovie (capitale de la Pologne).

## Histoire
De 1975 à 1998, le village appartenait administrativement à la voïvodie de Siedlce.